# Bladee
Bladee, pseudonimo di Benjamin Reichwald (Stoccolma, 9 aprile 1994), è un rapper, cantante e produttore discografico svedese, membro del collettivo rap Drain Gang.

## Biografia
Benjamin Reichwald è nato a Stoccolma il 9 aprile 1994 ed è cresciuto nel quartiere di Skanstull.

## Discografia

### Album in studio
- 2016 - Eversince
- 2018 - Red Light
- 2020 - Exeter
- 2020 - 333
- 2021 - The Fool
- 2022 - Crest (Joint Album con Ecco2k)
- 2022 - Spiderr
- 2024 - Cold Visions

### Mixtape
- 2013 - GTBSG Compilation (con Thaiboy Digital, Ecco2k, Yung Lean, Whitearmor e Yung Sherman)
- 2014 - Gluee
- 2016 - AvP (con Thaiboy Digital)
- 2017 - D&G (con Ecco2k e Thaiboy Digital)
- 2017 - Working on Dying
- 2018 - Icedancer
- 2019 - Trash Island (con Ecco2k e Thaiboy Digital)
- 2020 - Good Luck (con Mechatok)

### EP
- 2016 - Rip Bladee
- 2017 - Plastic Surgery
- 2018 - Sunset in Silver City
- 2018 - Exile
- 2019 - Vanilla Sky